# تخت ملك (كوشك)
تخت ملك (بالفارسية: تخت ملک) هي منطقة سكنية تقع في إيران في محافظة خوزستان. يقدر عدد سكانها بـ 66 نسمة بحسب إحصاء 2016.